# Campeonato Peruano de Voleibol Feminino de 2022–23 - Série A
A Liga Nacional de Voleibol Feminino de 2022–23 - Série A por questões de patrocínio Liga Nacional de Voleibol Feminino "Copa Movistar" será a 21ª edição desta competição organizada pela FPV. Também será a 53ª edição do Campeonato Peruano de Voleibol Feminino, a principal competição entre clubes de voleibol feminino do Peru. Participaram do torneio doze equipes provenientes de três regiões peruanas, ou seja, de Callao (região), Lima (região) e São Martinho (região).

## Equipes participantes
| Equipe                              | Cidade       | Última participação    | Temporada 2021/2022 |
| ----------------------------------- | ------------ | ---------------------- | ------------------- |
| Regatas Lima                        | Lima         | A1 2021/2022           | 1º                  |
| Club Alianza Lima Vóley             | Lima         | A1 2021/2022           | 2º                  |
| Géminis de Comas                    | Lima         | A1 2021/2022           | 3º                  |
| Latino Amisa                        | Pueblo Libre | A1 2021/2022           | 4º                  |
| Rebaza Acosta                       | Callao       | A1 2021/2022           | 5º                  |
| Circolo Sportivo Italiano           | Lima         | A1 2021/2022           | 6º                  |
| Deportivo Jaamsa                    | Lima         | A1 2021/2022           | 7º                  |
| Deportivo Alianza                   | Lima         | A1 2021/2022           | 8º                  |
| Golazo Comas                        | Lima         | A1 2021/2022           | 9º                  |
| Universidad de San Martín de Porres | Lima         | Reclassificatório 2022 | 1º                  |
| Túpac Amaru                         | Lima         | Reclassificatório 2022 | 2º                  |
| Sumak Selva                         | Moyobamba    | Reclassificatório 2022 | 3º                  |

## Fase classificatória

### Primeira fase
A primeira etapa da competição será no sistema de todos conta todos, ao final as seis melhores equipes, serão subdivididas em dois triangulares, com partidas de ida e volta. Os dois primeiros de cada grupo se enfrentarão nas semifinais (1A x 2B; 1B x 2A) e os vencedores disputarão o título do campeonato em partidas play off melhor de cinco.
Já as equipes eliminadas da primeira fase, ou seja, do sétimo ao décimo lugar jogarão quadrangular, todos se enfrentando, ao final a última colocada disputará automaticamente a Liga Intermediária (A2), enquanto o penúltimo enfrentará em partidas ida e volta o segundo colocado da Liga Intermediária pela permanência (reclassificatório).

### Classificação
- Vitória por 3 sets a 0 ou 3 a 1: 3 pontos para o vencedor;
- Vitória por 3 sets a 2: 2 pontos para o vencedor e 1 ponto para o perdedor.
- Não comparecimento, a equipe perde 2 pontos.
- Em caso de igualdade por pontos, os seguintes critérios servem como desempate: número de vitórias, média de sets e média de pontos.

|  |                                            |
|  | Equipes classificadas para a Segunda fase. |
|  | Troneio Reclassificatório                  |

|     |                           |     | Jogos | Jogos | Jogos | Resultados | Resultados | Resultados | Resultados | Resultados | Resultados | Sets | Sets | Sets | Pontos | Pontos | Pontos |
| Pos | Equipe                    | Pts | T     | V     | D     | 3–0        | 3–1        | 3–2        | 2–3        | 1–3        | 0–3        | V    | P    | R    | V      | P      | R      |
| --- | ------------------------- | --- | ----- | ----- | ----- | ---------- | ---------- | ---------- | ---------- | ---------- | ---------- | ---- | ---- | ---- | ------ | ------ | ------ |
| 1   | Circolo Sportivo Italiano | 0   | 0     | 0     | 0     | 0          | 0          | 0          | 0          | 0          | 0          | 0    | 0    | MAX  | 0      | 0      | MAX    |
| 2   | Alianza Lima              | 0   | 0     | 0     | 0     | 0          | 0          | 0          | 0          | 0          | 0          | 0    | 0    | MAX  | 0      | 0      | MAX    |
| 3   | Regatas Lima              | 0   | 0     | 0     | 0     | 0          | 0          | 0          | 0          | 0          | 0          | 0    | 0    | MAX  | 0      | 0      | MAX    |
| 4   | Deportivo Jaamsa          | 0   | 0     | 0     | 0     | 0          | 0          | 0          | 0          | 0          | 0          | 0    | 0    | MAX  | 0      | 0      | MAX    |
| 5   | Latino Amisa              | 0   | 0     | 0     | 0     | 0          | 0          | 0          | 0          | 0          | 0          | 0    | 0    | MAX  | 0      | 0      | MAX    |
| 6   | Rebaza Acosta             | 0   | 0     | 0     | 0     | 0          | 0          | 0          | 0          | 0          | 0          | 0    | 0    | MAX  | 0      | 0      | MAX    |
| 7   | Géminis de Comas          | 0   | 0     | 0     | 0     | 0          | 0          | 0          | 0          | 0          | 0          | 0    | 0    | MAX  | 0      | 0      | MAX    |
| 8   | USMP                      | 0   | 0     | 0     | 0     | 0          | 0          | 0          | 0          | 0          | 0          | 0    | 0    | MAX  | 0      | 0      | MAX    |
| 9   | Deportivo Soan            | 0   | 0     | 0     | 0     | 0          | 0          | 0          | 0          | 0          | 0          | 0    | 0    | MAX  | 0      | 0      | MAX    |
| 10  | Deportivo Alianza         | 0   | 0     | 0     | 0     | 0          | 0          | 0          | 0          | 0          | 0          | 0    | 0    | MAX  | 0      | 0      | MAX    |
| 11  | Túpac Amaru               | 0   | 0     | 0     | 0     | 0          | 0          | 0          | 0          | 0          | 0          | 0    | 0    | MAX  | 0      | 0      | MAX    |
| 12  | Sumak Selva               | 0   | 0     | 0     | 0     | 0          | 0          | 0          | 0          | 0          | 0          | 0    | 0    | MAX  | 0      | 0      | MAX    |

### Segunda fase
As seis melhores equipes,  disputam a continuidade no torneio em dois triangulares, com partidas de ida e volta. Os dois primeiros de cada grupo se enfrentarão nas semifinais (1A x 2B; 1B x 2A) e os vencedores disputarão o título do campeonato em partidas play off melhor de cinco, enquanto os terceiros colocados fazem a disputa pela quinta posição.
Grupo A
|  |                                          |
|  | Equipes classificadas para às semifinais |
|  | Disputa do Quinto lugar                  |

|     |           |     | Jogos | Jogos | Jogos | Resultados | Resultados | Resultados | Resultados | Resultados | Resultados | Sets | Sets | Sets | Pontos | Pontos | Pontos |
| Pos | Equipe    | Pts | T     | V     | D     | 3–0        | 3–1        | 3–2        | 2–3        | 1–3        | 0–3        | V    | P    | R    | V      | P      | R      |
| --- | --------- | --- | ----- | ----- | ----- | ---------- | ---------- | ---------- | ---------- | ---------- | ---------- | ---- | ---- | ---- | ------ | ------ | ------ |
| 1   | A definir | 0   | 0     | 0     | 0     | 0          | 0          | 0          | 0          | 0          | 0          | 0    | 0    | MAX  | 0      | 0      | MAX    |
| 2   | A definir | 0   | 0     | 0     | 0     | 0          | 0          | 0          | 0          | 0          | 0          | 0    | 0    | MAX  | 0      | 0      | MAX    |

Resultados
| Data | Hora  |           | Placar |           | Set 1 | Set 2 | Set 3 | Set 4 | Set 5 | Total | Relatório |
| ---- | ----- | --------- | ------ | --------- | ----- | ----- | ----- | ----- | ----- | ----- | --------- |
| ---  | 00:00 | A definir | 0–0    | A definir | 0-0   | 0-0   | 0-0   |       |       | 0–0   | 0-0       |

Grupo B
|  |                                          |
|  | Equipes classificadas para às semifinais |
|  | Disputa do Quinto lugar                  |

|     |           |     | Jogos | Jogos | Jogos | Resultados | Resultados | Resultados | Resultados | Resultados | Resultados | Sets | Sets | Sets | Pontos | Pontos | Pontos |
| Pos | Equipe    | Pts | T     | V     | D     | 3–0        | 3–1        | 3–2        | 2–3        | 1–3        | 0–3        | V    | P    | R    | V      | P      | R      |
| --- | --------- | --- | ----- | ----- | ----- | ---------- | ---------- | ---------- | ---------- | ---------- | ---------- | ---- | ---- | ---- | ------ | ------ | ------ |
| 1   | A definir | 0   | 0     | 0     | 0     | 0          | 0          | 0          | 0          | 0          | 0          | 0    | 0    | MAX  | 0      | 0      | MAX    |
| 2   | A definir | 0   | 0     | 0     | 0     | 0          | 0          | 0          | 0          | 0          | 0          | 0    | 0    | MAX  | 0      | 0      | MAX    |

Resultados
| Data | Hora  |           | Placar |           | Set 1 | Set 2 | Set 3 | Set 4 | Set 5 | Total | Relatório |
| ---- | ----- | --------- | ------ | --------- | ----- | ----- | ----- | ----- | ----- | ----- | --------- |
| ---  | 00:00 | A definir | 0–0    | A definir | 0-0   | 0-0   | 0-0   |       |       | 0–0   | 0-0       |

## Reclassicatório
|  |                                |
|  | Permanência na LNSV 2023-24.   |
|  | Reclassificatório              |
|  | Rebaixado a Liga Intermediária |

|     |           |     | Jogos | Jogos | Jogos | Resultados | Resultados | Resultados | Resultados | Resultados | Resultados | Sets | Sets | Sets | Pontos | Pontos | Pontos |
| Pos | Equipe    | Pts | T     | V     | D     | 3–0        | 3–1        | 3–2        | 2–3        | 1–3        | 0–3        | V    | P    | R    | V      | P      | R      |
| --- | --------- | --- | ----- | ----- | ----- | ---------- | ---------- | ---------- | ---------- | ---------- | ---------- | ---- | ---- | ---- | ------ | ------ | ------ |
| 1   | A definir | 0   | 0     | 0     | 0     | 0          | 0          | 0          | 0          | 0          | 0          | 0    | 0    | MAX  | 0      | 0      | MAX    |
| 2   | A definir | 0   | 0     | 0     | 0     | 0          | 0          | 0          | 0          | 0          | 0          | 0    | 0    | MAX  | 0      | 0      | MAX    |

Resultados
| Data | Hora  |           | Placar |           | Set 1 | Set 2 | Set 3 | Set 4 | Set 5 | Total | Relatório |
| ---- | ----- | --------- | ------ | --------- | ----- | ----- | ----- | ----- | ----- | ----- | --------- |
| ---  | 00:00 | A definir | 0–0    | A definir | 0-0   | 0-0   | 0-0   |       |       | 0–0   | 0-0       |

## Quinto lugar
Resultado
| Data | Hora  |           | Placar |           | Set 1 | Set 2 | Set 3 | Set 4 | Set 5 | Total | Relatório |
| ---- | ----- | --------- | ------ | --------- | ----- | ----- | ----- | ----- | ----- | ----- | --------- |
| ---  | 00:00 | A definir | 0–0    | A definir | 0-0   | 0-0   | 0-0   |       |       | 0–0   | 0-0       |

## Repescagem
|  |                         |
|  | Promoção a LNSV 2023-24 |

|     |           |     | Jogos | Jogos | Jogos | Resultados | Resultados | Resultados | Resultados | Resultados | Resultados | Sets | Sets | Sets | Pontos | Pontos | Pontos |
| Pos | Equipe    | Pts | T     | V     | D     | 3–0        | 3–1        | 3–2        | 2–3        | 1–3        | 0–3        | V    | P    | R    | V      | P      | R      |
| --- | --------- | --- | ----- | ----- | ----- | ---------- | ---------- | ---------- | ---------- | ---------- | ---------- | ---- | ---- | ---- | ------ | ------ | ------ |
| 1   | A definir | 0   | 0     | 0     | 0     | 0          | 0          | 0          | 0          | 0          | 0          | 0    | 0    | MAX  | 0      | 0      | MAX    |
| 2   | A definir | 0   | 0     | 0     | 0     | 0          | 0          | 0          | 0          | 0          | 0          | 0    | 0    | MAX  | 0      | 0      | MAX    |

Resultados
| Data | Hora  |           | Placar |           | Set 1 | Set 2 | Set 3 | Set 4 | Set 5 | Total | Relatório |
| ---- | ----- | --------- | ------ | --------- | ----- | ----- | ----- | ----- | ----- | ----- | --------- |
| ---  | 00:00 | A definir | 0–0    | A definir | 0-0   | 0-0   | 0-0   |       |       | 0–0   | 0-0       |

## Fase final

### Semifinal I
|  |                                  |
|  | Equipe classificada para a final |
|  | Disputa do Terceiro lugar        |

|     |           |     | Jogos | Jogos | Jogos | Resultados | Resultados | Resultados | Resultados | Resultados | Resultados | Sets | Sets | Sets | Pontos | Pontos | Pontos |
| Pos | Equipe    | Pts | T     | V     | D     | 3–0        | 3–1        | 3–2        | 2–3        | 1–3        | 0–3        | V    | P    | R    | V      | P      | R      |
| --- | --------- | --- | ----- | ----- | ----- | ---------- | ---------- | ---------- | ---------- | ---------- | ---------- | ---- | ---- | ---- | ------ | ------ | ------ |
| 1   | A definir | 0   | 0     | 0     | 0     | 0          | 0          | 0          | 0          | 0          | 0          | 0    | 0    | MAX  | 0      | 0      | MAX    |
| 2   | A definir | 0   | 0     | 0     | 0     | 0          | 0          | 0          | 0          | 0          | 0          | 0    | 0    | MAX  | 0      | 0      | MAX    |

Resultados
| Data | Hora  |           | Placar |           | Set 1 | Set 2 | Set 3 | Set 4 | Set 5 | Total | Relatório |
| ---- | ----- | --------- | ------ | --------- | ----- | ----- | ----- | ----- | ----- | ----- | --------- |
| ---  | 00:00 | A definir | 0–0    | A definir | 0-0   | 0-0   | 0-0   |       |       | 0–0   | 0-0       |

### Semifinal II
|  |                                  |
|  | Equipe classificada para a final |
|  | Disputa do Terceiro lugar        |

|     |           |     | Jogos | Jogos | Jogos | Resultados | Resultados | Resultados | Resultados | Resultados | Resultados | Sets | Sets | Sets | Pontos | Pontos | Pontos |
| Pos | Equipe    | Pts | T     | V     | D     | 3–0        | 3–1        | 3–2        | 2–3        | 1–3        | 0–3        | V    | P    | R    | V      | P      | R      |
| --- | --------- | --- | ----- | ----- | ----- | ---------- | ---------- | ---------- | ---------- | ---------- | ---------- | ---- | ---- | ---- | ------ | ------ | ------ |
| 1   | A definir | 0   | 0     | 0     | 0     | 0          | 0          | 0          | 0          | 0          | 0          | 0    | 0    | MAX  | 0      | 0      | MAX    |
| 2   | A definir | 0   | 0     | 0     | 0     | 0          | 0          | 0          | 0          | 0          | 0          | 0    | 0    | MAX  | 0      | 0      | MAX    |

Resultados
| Data | Hora  |           | Placar |           | Set 1 | Set 2 | Set 3 | Set 4 | Set 5 | Total | Relatório |
| ---- | ----- | --------- | ------ | --------- | ----- | ----- | ----- | ----- | ----- | ----- | --------- |
| ---  | 00:00 | A definir | 0–0    | A definir | 0-0   | 0-0   | 0-0   |       |       | 0–0   | 0-0       |

### Terceiro lugar
Resultados
| Data | Hora  |           | Placar |           | Set 1 | Set 2 | Set 3 | Set 4 | Set 5 | Total | Relatório |
| ---- | ----- | --------- | ------ | --------- | ----- | ----- | ----- | ----- | ----- | ----- | --------- |
| ---  | 00:00 | A definir | 0–0    | A definir | 0-0   | 0-0   | 0-0   |       |       | 0–0   | 0-0       |

### Final
Resultados
| Data | Hora  |           | Placar |           | Set 1 | Set 2 | Set 3 | Set 4 | Set 5 | Total | Relatório |
| ---- | ----- | --------- | ------ | --------- | ----- | ----- | ----- | ----- | ----- | ----- | --------- |
| ---  | 00:00 | A definir | 0–0    | A definir | 0-0   | 0-0   | 0-0   |       |       | 0–0   | 0-0       |

## Classificação final
| Posição           | Equipe      | Classificação/rebaixamento                                    |
| ----------------- | ----------- | ------------------------------------------------------------- |
| Medalha de ouro   | A definir   | Sul-Americano de Clubes de 2024--> · LNSV 2023/2024 - Série A |
| Medalha de prata  | A definir\| | LNSV 2023/2024 - Série A                                      |
| Medalha de bronze | A definir\| | LNSV 2023/2024 - Série A                                      |
| 4                 |             | LNSV 2023/2024 - Série A                                      |
| 5                 |             | LNSV 2023/2024 - Série A                                      |
| 6                 |             | LNSV 2023/2024 - Série A                                      |
| 7                 |             | LNSV 2023/2024 - Série A                                      |
| 8                 |             | LNSV 2023/2024 - Série A                                      |
| 9                 |             | LNSV 2023/2024 - Série A                                      |
| 10                |             | LNSV 2023/2024 - Série A                                      |
| 11                | A definir   | LNIV 2023                                                     |
| 12                | A definir   | LNIV 2023                                                     |

## Premiações
| LNSV 2022/2023                        |
| Peru                                  |
| ------------------------------------- |
| A definir Campeão (?° título Peruano) |

### Individuais
As atletas que se destacaram individualmente foram:
| Maior pontuadora      |
| 2° Maior pontuadora   |
| Melhor central        |
| 2° Melhor central     |
| Melhor ponteira       |
| 2° Melhor ponteira    |
| Melhor oposto         |
| 2° Melhor oposto      |
| Melhor levantadora    |
| 2° Melhor Levantadora |
| Melhor líbero         |
| 2° Melhor líbero      |
| Melhor sacadora       |
| 2° Melhor sacadora    |